# 羊龍廟石牌坊
羊龍廟石牌坊位於四川省南充市嘉陵區，文物遺址年代判定為清代。2007年6月1日公佈為四川省第七批文物保護單位。